# قسم المتحف البريطاني لمصر القديمة والسودان

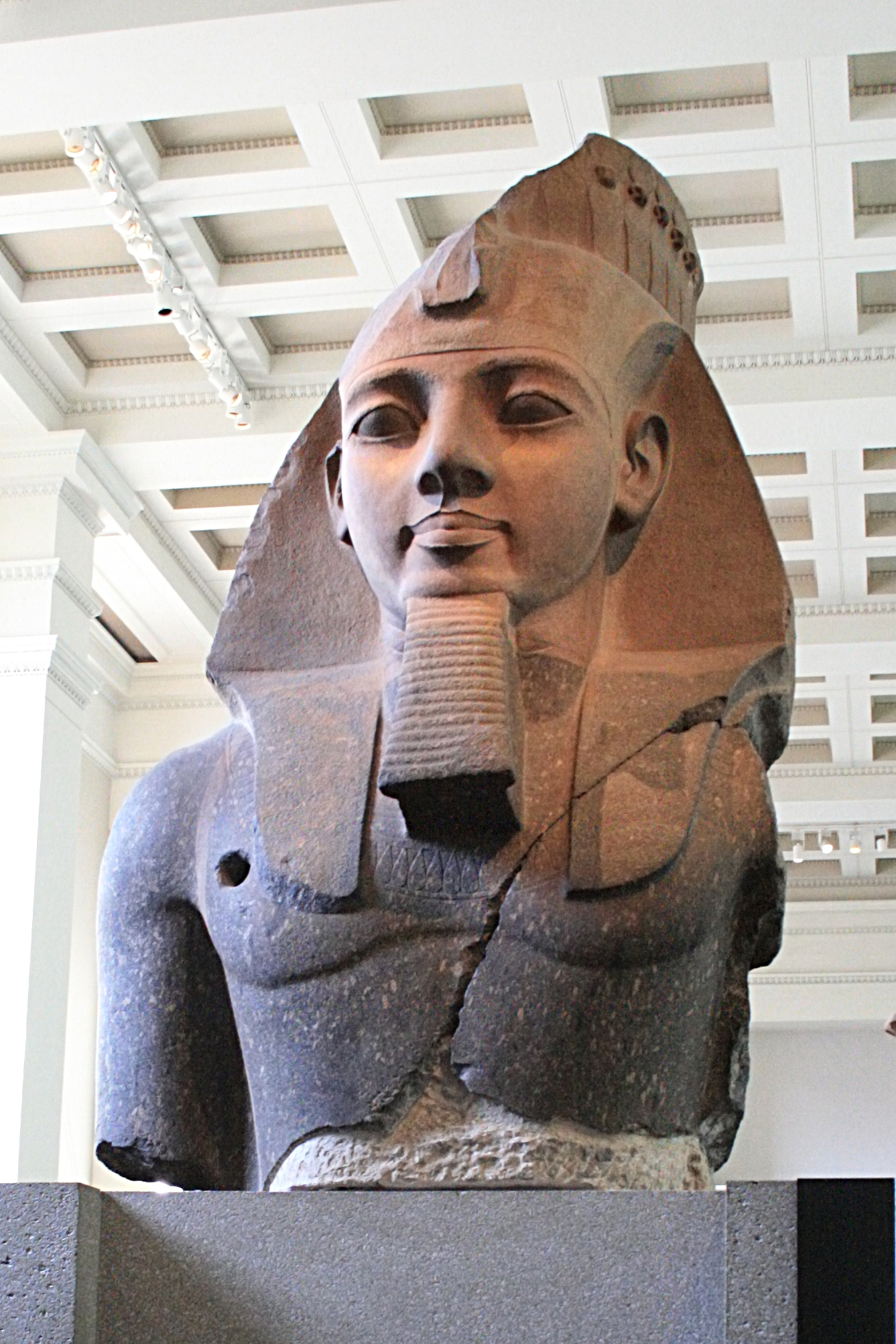
تمثال نصفي لرمسيس الثاني في المتحف البريطاني

قسم المتحف البريطاني لمصر القديمة والسودان هو قسم يشكل جزءًا تاريخيًا من المتحف البريطاني، ويضم أكبر مجموعة من الآثار المصرية وأشملها في العالم (مع أكثر من 100.000  قطعة) خارج المتحف المصري في القاهرة.

## التاريخ
شكلت الآثار المصرية جزءًا من مجموعة المتحف البريطاني منذ تأسيسها عام 1753 بعد تلقي 160 قطعة مصرية  من السير هانز سلون. بعد هزيمة القوات الفرنسية تحت حكم نابليون في معركة أبي قير البحرية عام 1801، صادر الجيش البريطاني الآثار المصرية التي تم جمعها وقدمها إلى المتحف البريطاني عام 1803. كانت هذه الأعمال، التي شملت حجر رشيد الشهير، أول مجموعة مهمة من المنحوتات الكبيرة التي تم الحصول عليها من قبل المتحف. بعد ذلك، عينت المملكة المتحدة هنري سولت قنصلًا في مصر الذي جمع مجموعة ضخمة من الآثار، تم تجميع بعضها ونقلها ببراعة كبيرة من قبل المستكشف الإيطالي الشهير جوفاني باتيستا بلزوني. تم شراء معظم الآثار التي تم جمعها من الملح من قبل المتحف البريطاني ومتحف اللوفر.
بحلول عام 1866، كانت المجموعة تتكون من حوالي 10.000 قطعة. بدأت الآثار من الحفريات تأتي إلى المتحف في الجزء الأخير من القرن التاسع عشر نتيجة لعمل جمعية استكشاف مصر في إطار جهود واليس بودج. على مر السنين جاءت أكثر من 11000 قطعة من هذا المصدر، بما في ذلك قطع من تل العمارنة وتل بسطة والدير البحري. كما قامت منظمات وأفراد آخرون بالتنقيب عن آثار للمتحف البريطاني والتبرع بها، بما في ذلك حساب أبحاث فلندرز بيتري في مصر والمدرسة البريطانية للآثار في مصر، بالإضافة إلى بعثة جامعة أوكسفورد إلى الكوة وفرس في السودان.

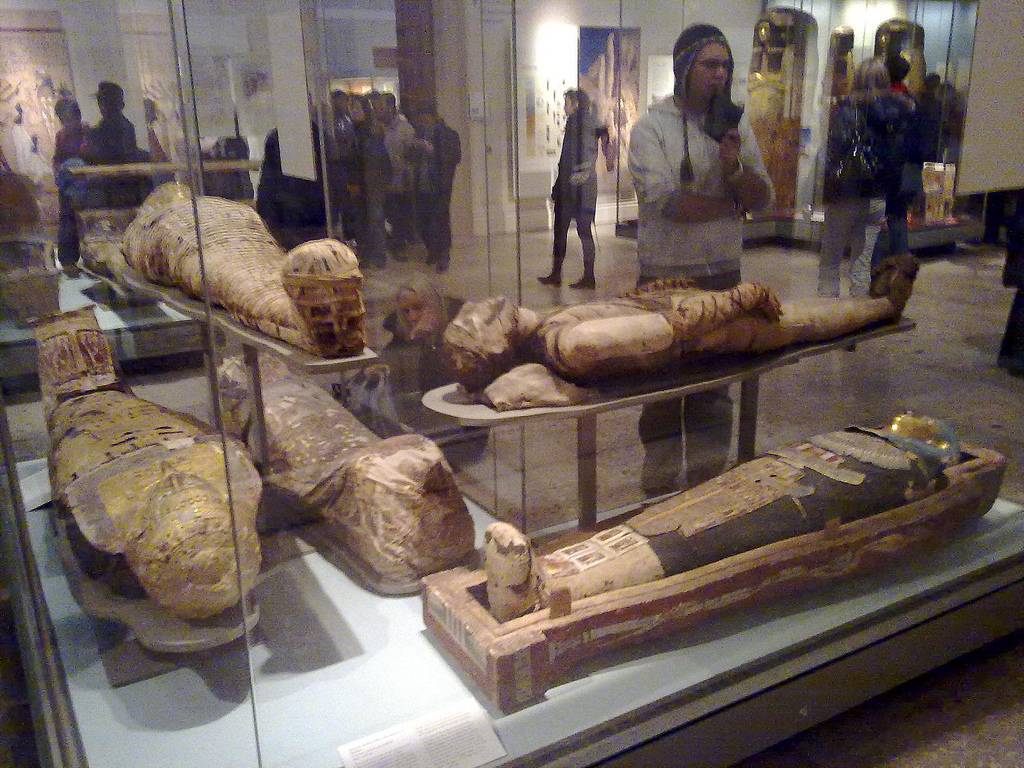
الغرف من 62 إلى 63 - المومياوات المعروضة في معرض الموت المصري وصالات الآخرة

استمر الدعم النشط من قبل المتحف للتنقيب في مصر في تحقيق عمليات استحواذ مهمة طوال القرن العشرين حتى أدت التغييرات في قوانين الآثار في مصر إلى تعليق السياسات التي تسمح بتصدير الاكتشافات، على الرغم من استمرار الانقسامات في السودان. أجرى المتحف البريطاني الحفريات الخاصة في مصر حيث حصل الانقسامات من الاكتشافات، بما في ذلك أسيوط (1907)، البداري (عقد 1920)، الأشمونين (1980s) ومواقع في السودان مثل سوبا، كاوا شمال دنقلا ريتش (عقد 1990). يبلغ حجم المجموعات المصرية الآن أكثر من 110،000 قطعة.
في خريف عام 2001 تم توسيع ثمانية ملايين قطعة تشكل المجموعة الدائمة للمتحف بإضافة ستة ملايين قطعة من مجموعة Wendorf من عصور ما قبل التاريخ المصرية والسودانية. تم التبرع بها من قبل البروفيسور فريد ويندورف من جامعة ساوثرن ميثوديست في تكساس، وتتألف من مجموعة كاملة من القطع الأثرية والبقايا البيئية من حفرياته في مواقع ما قبل التاريخ في الصحراء الكبرى بين عامي 1963 و 1997. مجموعات العمل الميداني الأخرى جاءت مؤخرًا من ديتريش وروزماري كليم
(جامعة لودفيغ ماكسيميليان في ميونخ) وويليام آدمز (جامعة كنتاكي).
يمكن للمعارض المصرية السبعة الدائمة في المتحف البريطاني، والتي تضم أكبر مساحة عرض (غرفة 4، للنحت الضخم)، عرض 4 ٪ فقط من مقتنياتها المصرية. تضم صالات العرض في الطابق الثاني مجموعة مختارة من مجموعة المتحف التي تضم 140 مومياء وتوابيت، أكبرها خارج المتحف المصري. تأتي نسبة عالية من المجموعة من المقابر أو السياقات المرتبطة بعبادة الموتى، وهذه القطع، ولا سيما المومياوات، التي لا تزال من بين المعروضات الأكثر طلبًا من قبل زوار المتحف.

## مجموعات
تشمل النقاط الرئيسية للمجموعات ما يلي:

### فترة ما قبل الأسرات والأسرة المبكرة (c. 6000 قبل الميلاد - c. 2690 قبل الميلاد)
- مومياوات جبلين من عصر ما قبل الأسرات (حوالي 3400 قبل الميلاد)
- سكين فلينت بمقبض عاجي (يعرف باسم سكين حفرة الأنهار)، الشيخ حمادة، مصر (حوالي 3100 قبل الميلاد)
- لوحة Battlefield Palette وHunters Palette، لوحان تجميليان مع مخططات زخرفية معقدة (حوالي 3100 قبل الميلاد)
- تمثال من العاج لملك من المعبد المبكر في أبيدوس، مصر (حوالي 3000 قبل الميلاد)
- ملصق صندل الملك دن من أبيدوس، منتصف سلالة الأسرة الأولى (حوالي 2985 قبل الميلاد)
- لوحة للملك بر إيب سن، أبيدوس (حوالي 2720-2710 قبل الميلاد)

### المملكة القديمة (2690-2181 قبل الميلاد)
- قطع أثرية من ضريح الملك خع سخموي من الأسرة الثانية (2690 قبل الميلاد)
- تمثال الجرانيت عنخوة، بناة السفن، سقارة، مصر، الأسرة المصرية الثالثة (حوالي 2650 قبل الميلاد)
- العديد من أحجار الغلاف الأصلية من الهرم الأكبر بالجيزة، واحدة من عجائب الدنيا السبع (حوالي 2570 قبل الميلاد)
- تمثال لننخفتكا من دشاشة، الأسرة الرابعة (2500 قبل الميلاد)
- باب مزيف من الحجر الجيري Ptahshepses  [الإنجليزية]، (ا2380 قبل الميلاد)
- تمثال قبر خشبي لتجيتي، الأسرة الخامسة إلى السادسة (حوالي 2345-2181 قبل الميلاد)

### المملكة الوسطى (2134–1690 قبل الميلاد)
- التابوت الداخلي والخارجي لسبختبي مقابر بني حسن (حوالي 2125-1795 قبل الميلاد)
- لوحة من الحجر الجيري حكايب [الإنجليزية]، أبيدوس، مصر، الأسرة الثانية عشر (1990-1750 قبل الميلاد)
- تمثال من الكوارتز من Ankhrekhu، الأسرة الثانية عشرة (1985-1795 قبل الميلاد)
- تمثال غرانيت سنوسرت الثالث (1850 قبل الميلاد)
- تمثال كتلة ولوحة لسيهاتور، الأسرة الثانية عشرة، عهد أمنمحات الثاني (حوالي 1922-1878 قبل الميلاد)
- تمثال من الحجر الجيري ومسلسلات من مصلى القرابين في إنيوتيف، أبيدوس، الأسرة الثانية عشرة (حوالي 1920 قبل الميلاد)

### المملكة الحديثة (1549-1069 قبل الميلاد)
- رأس شيست لفرعون حتشبسوت أو خليفته تحتمس الثالث (1480 قبل الميلاد)
- جزء من لحية تمثال أبو الهول، بالجيزة (القرن الرابع عشر قبل الميلاد)
- رأس ضخم من تمثال لأمنحتب الثالث (1350 قبل الميلاد)
- تمثال نصفي ضخم من الحجر الجيري لأمنحتب الثالث (1350 قبل الميلاد)
- رسائل تل العمارنة، تم العثور على 99 من أصل 382 لوحًا، ثاني أكبر مجموعة في العالم بعد متحف فورديرازياتيش، برلين (203 ألواح) (1350 قبل الميلاد)
- قائمة ملوك مصر من معبد رمسيس الثاني (1250 قبل الميلاد)

### الفترة المتوسطة الثالثة (1069–664 قبل الميلاد)
- تمثال لإله النيل حابي، الكرنك (حوالي 900 قبل الميلاد)
- حالة مومياء وتابوت نسبرينوب، الأقصر (حوالي 800 قبل الميلاد)
- حجر الشبكة من ممفيس، مصر، الأسرة الخامسة والعشرون (حوالي 700 قبل الميلاد)
- تمثال آمون على شكل كبش يحمي الملك طهارقة (683 قبل الميلاد)
- التوابيت الداخلية والخارجية للكاهن حور، الدير البحري، الأقصر، الأسرة الخامسة والعشرون (حوالي 680 قبل الميلاد)
- تمثال من الجرانيت لأبي الهول في طهارقو (680 قبل الميلاد)

### الفترة المتأخرة (664-332 قبل الميلاد)
- ناووس لسات سبك، الوزير (رئيس الوزراء) الجزء الشمالي من مصر في عهد إبسماتيك الأول (664-610 قبل الميلاد)
- الرقم البرونزي لإيزيس وحورس، شمال سقارة، مصر (600 قبل الميلاد)
- تابوت حابمن، القاهرة، الأسرة السادسة والعشرون (600-300 قبل الميلاد)
- تمثال راكع لوهيبري، بالقرب من بحيرة مريوط (530 قبل الميلاد)
- ناووس عنخنس نفر إب رع، (ا525 قبل الميلاد)
- المسلات والتابوت لفرعون نختنبو الثاني (360-343 قبل الميلاد)

### سلالة البطالمة (305-30 ق.م)
- حجر رشيد الشهير، لوحة ثلاثية اللغات التي فتحت الحضارة المصرية القديمة (196 قبل الميلاد)
- النحت العملاق لخنفساء جعل مقدس (32-30 قبل الميلاد)
- جزء من تمثال بطليموس على الطراز البازلتي (305-283 قبل الميلاد)
- مومياء هورنجيت [الإنجليزية] (تابوت داخلي)، الأقصر (القرن الثالث قبل الميلاد)
- سور من كنيسة الملكة شناكداخيتي، مروي (حوالي 150 قبل الميلاد)
- سيلا لبطليموس السابع، فيلة (حوالي 150 قبل الميلاد)

### الفترة الرومانية (30 ق.م - 641 م)
- رأس شست لشاب الإسكندرية (بعد 30 قبل الميلاد)
- لوح الحامداب المريوطي من مملكة كوش وجدت بالقرب من الموقع القديم لمروي في السودان، 24 قبل الميلاد
- غطاء نعش سوتر وكليوباترا من القرنة، الأقصر، (أوائل القرن الثاني الميلادي)
- مومياء شاب مع صورة هوارة المقطع (100-200م)
- مصباح برونزي وpatera [الإنجليزية] من مقابر المجموعة X، قصر إبريم (القرنان الأول والسادس الميلادي)
- لوحة جدارية قبطية لاستشهاد القديسين، وادي سرجة (القرن السادس الميلادي)

## معرض صور

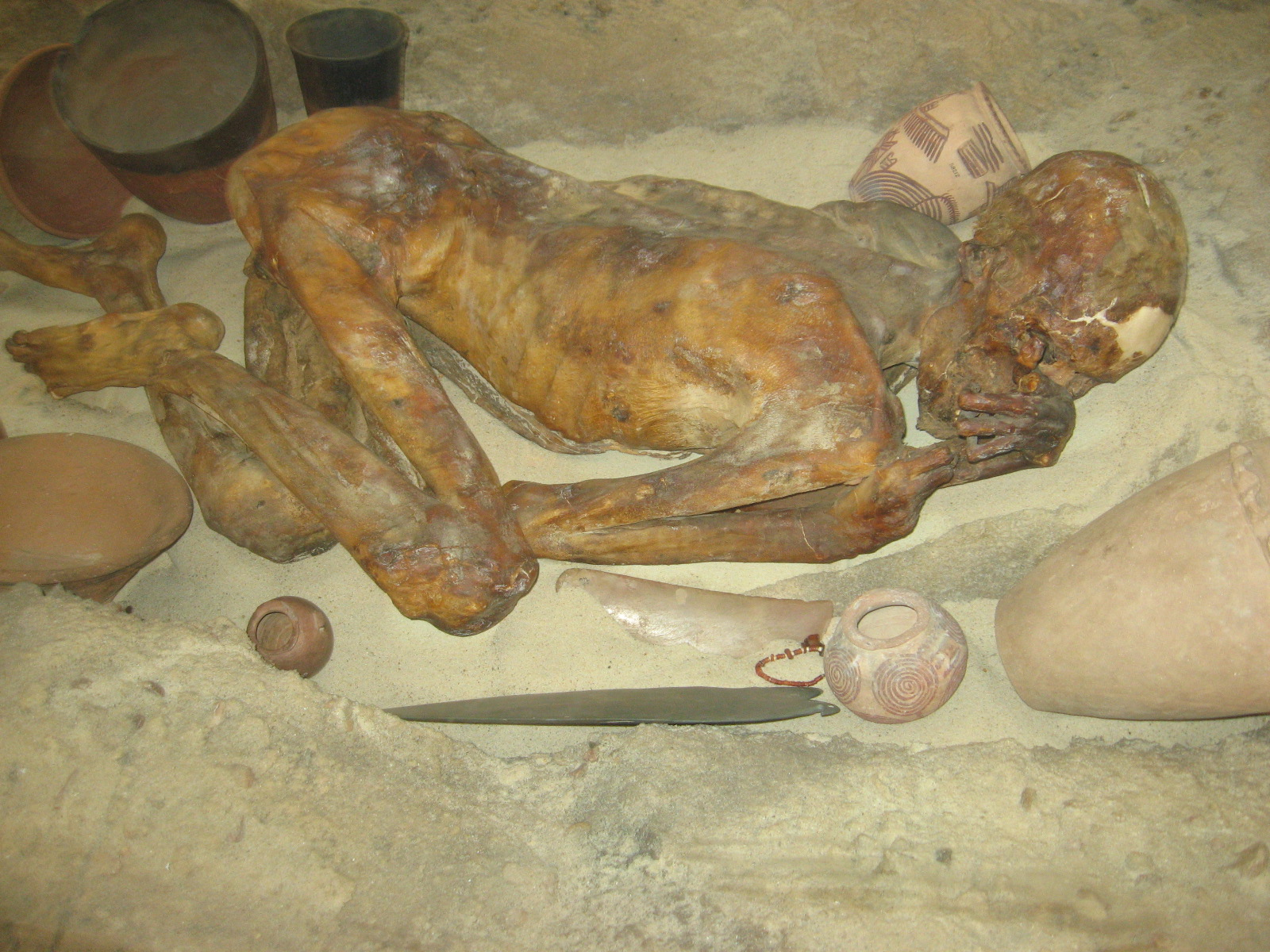
الغرفة 64 - قبر مصري يحتوي على مومياوات جبلين من عصر ما قبل الأسرات، جبلين، 3400 قبل الميلاد.
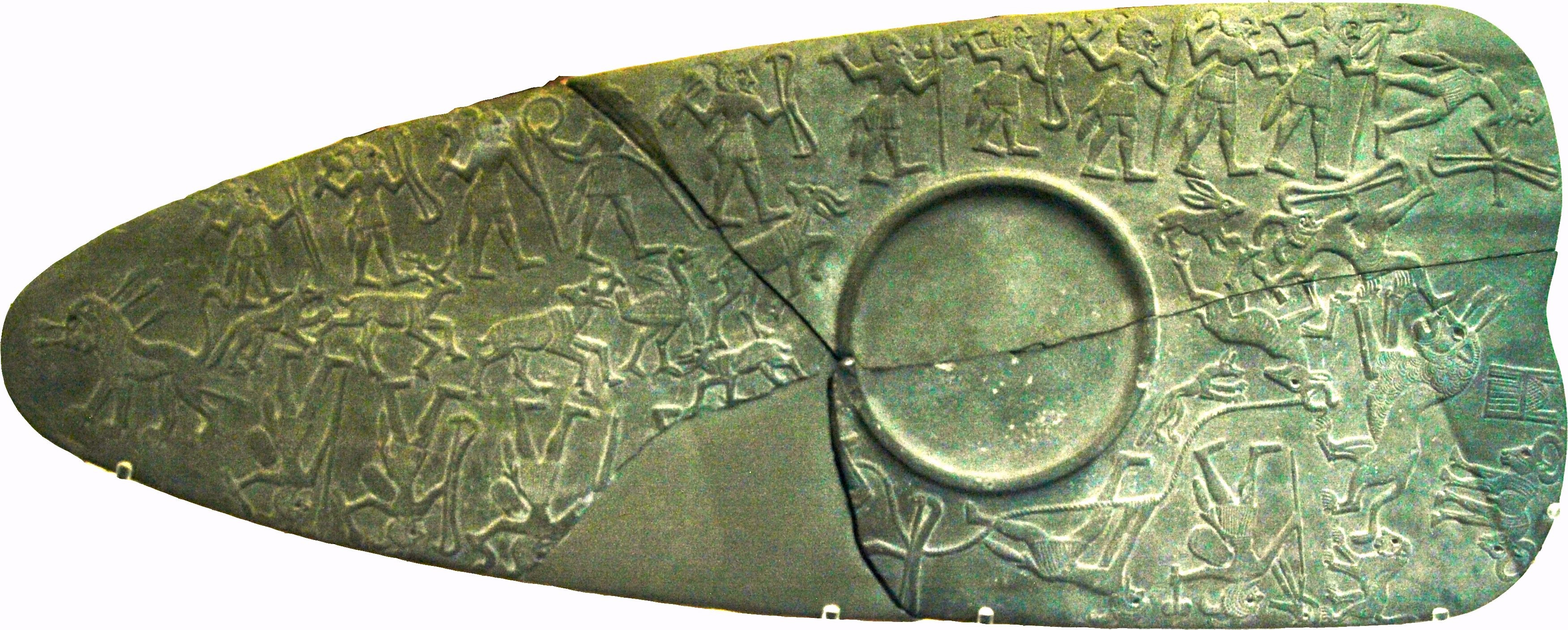
الغرفة 64 - لوحة احتفالية مجزأة تعرف باسم لوحة الصيادين، من أواخر فترة ما قبل الأسرات، حضارة نقادة الثالثة، ج. 3250-3100 قبل الميلاد.
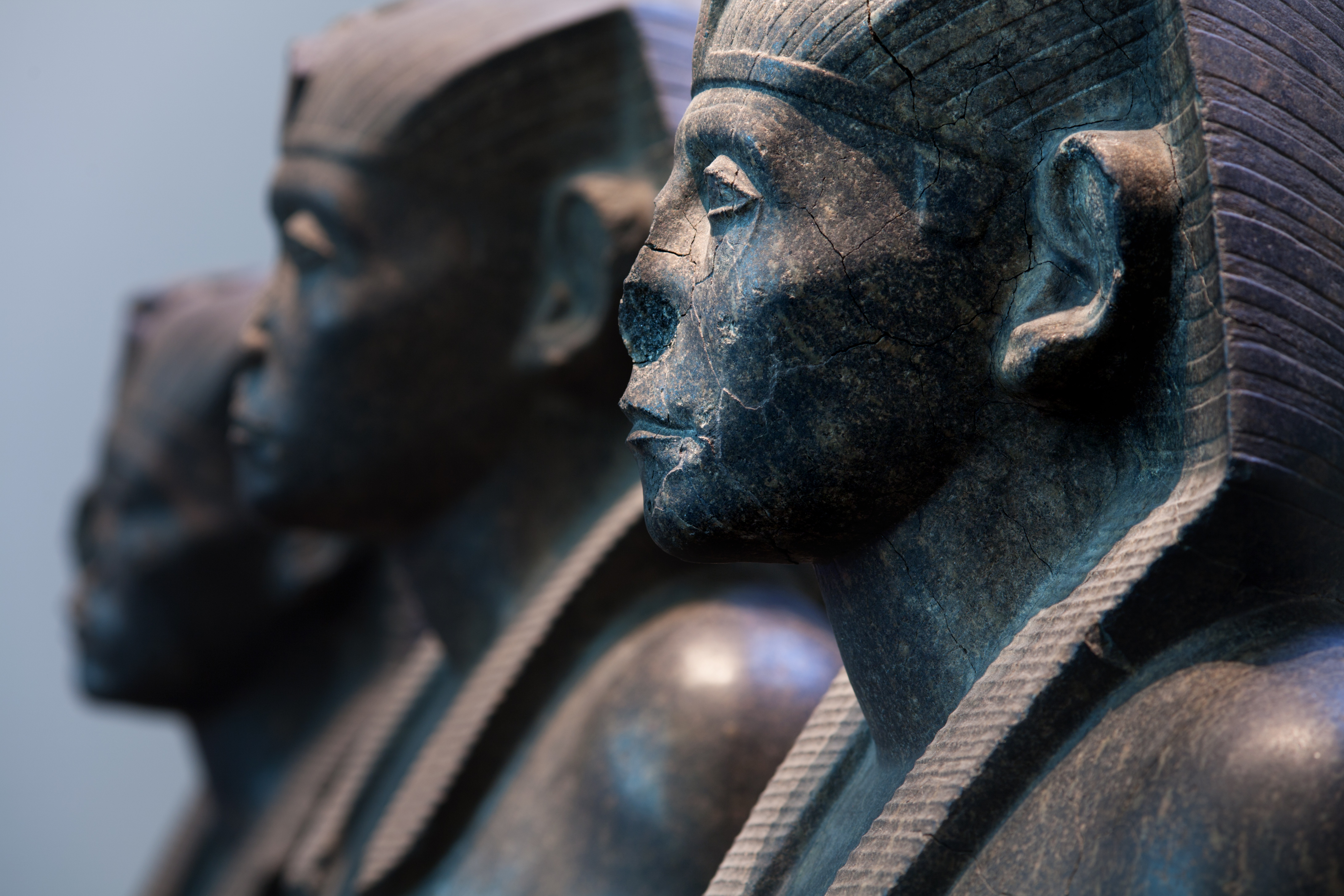
الغرفة 4 - ثلاثة تماثيل من الجرانيت الأسود للفرعون سنوسرت الثالث، ج. 1850 قبل الميلاد.
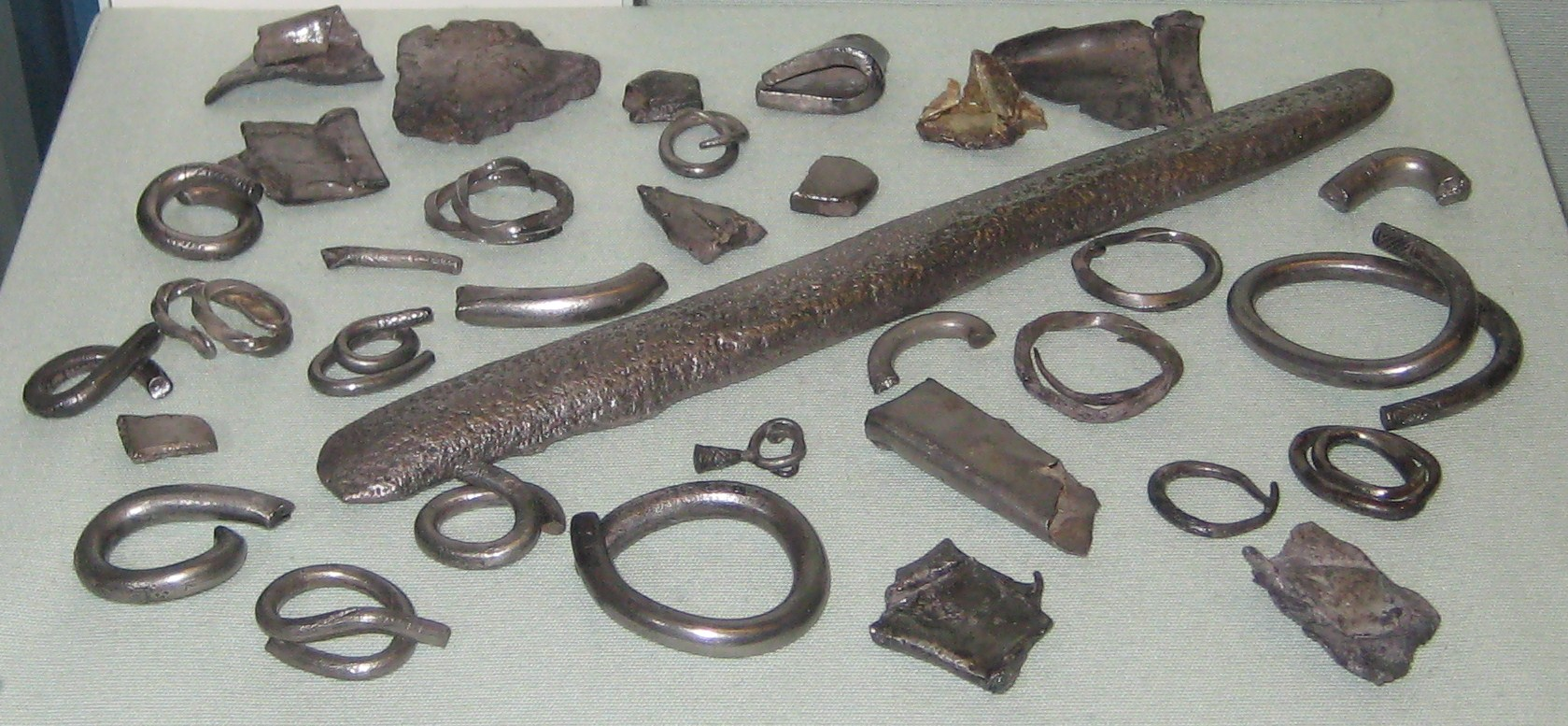
الغرفة 68 - جزء من كنز العمارنة، مصر، ج. 1850-1800 قبل الميلاد. (الأسرة المصرية الثامنة عشر)
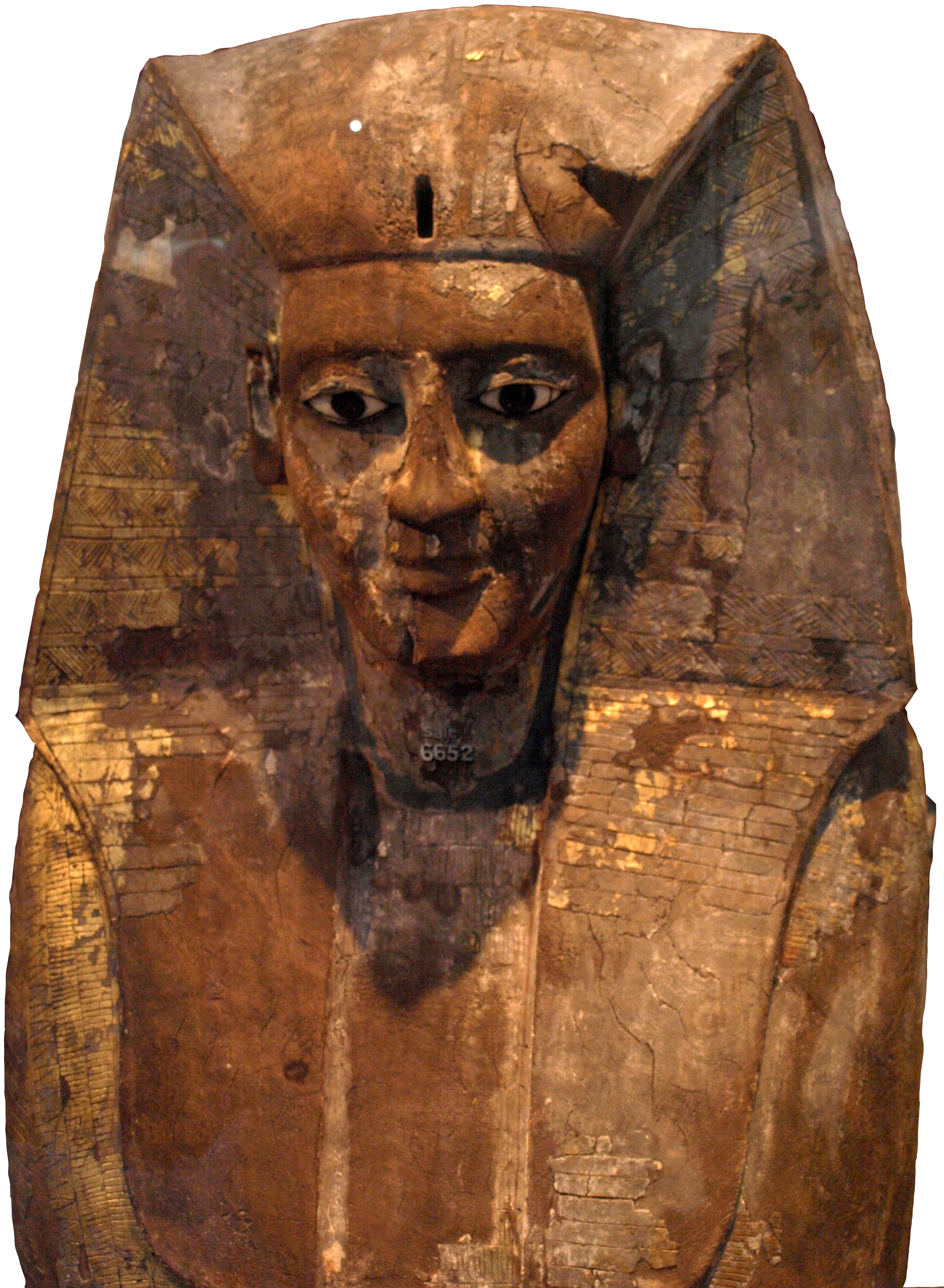
الغرفة 63 - تابوت خشبي للفرعون انتف السابع من الأسرة السابعة عشر في مصر، 1600 قبل الميلاد.
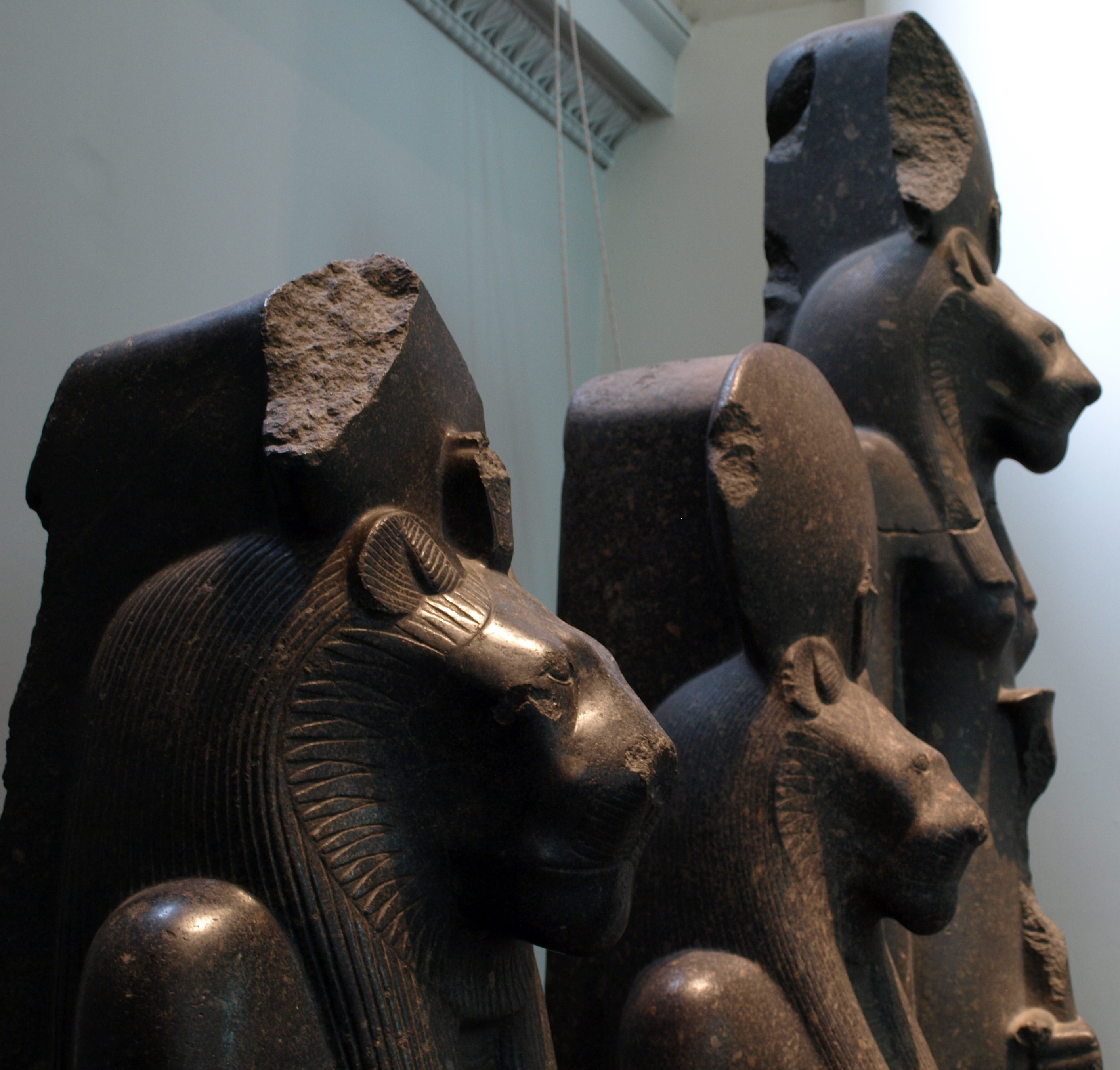
الغرفة 4 - ثلاثة تماثيل من الجرانيت الأسود للآلهة سخمت، ج. 1400 قبل الميلاد.
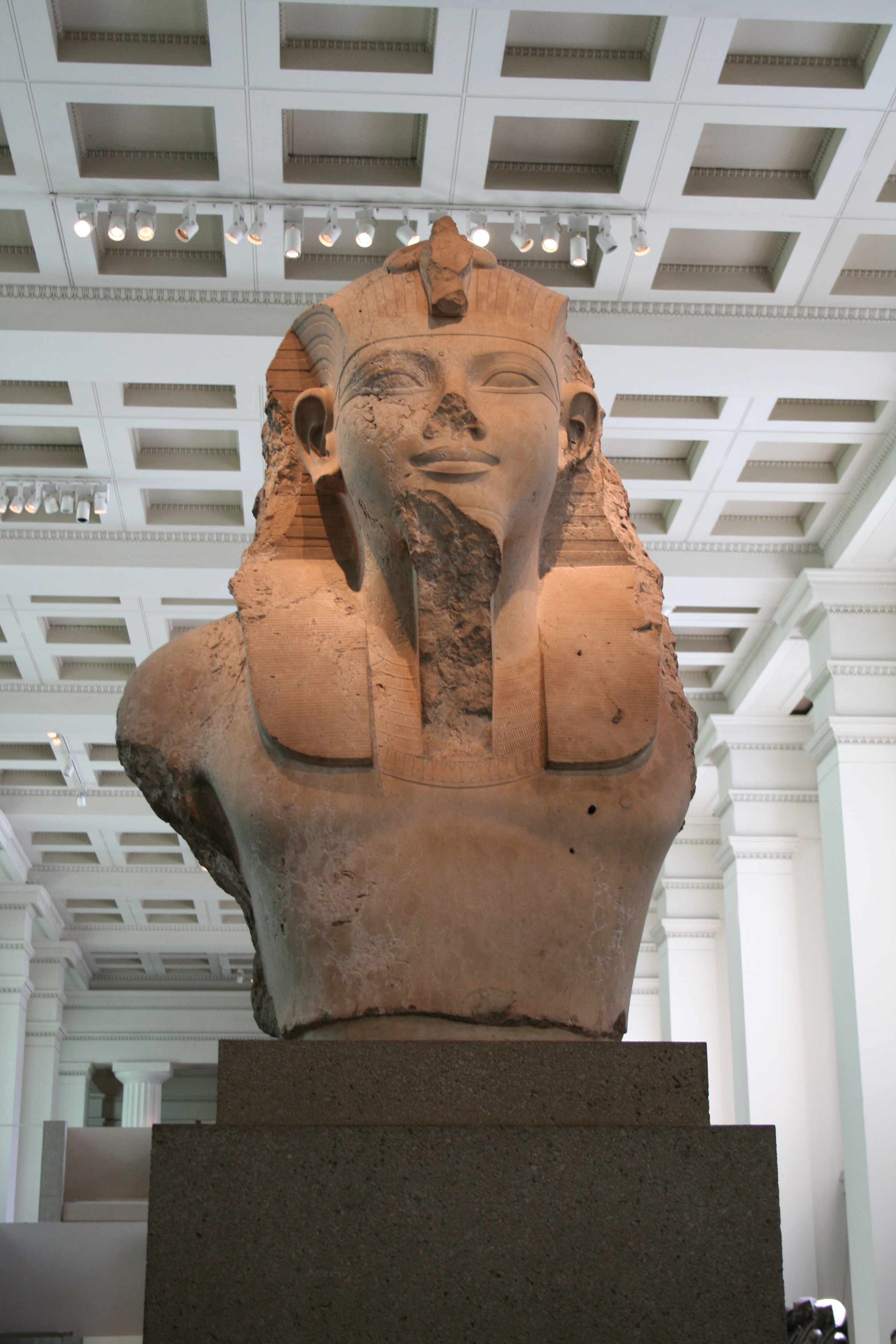
الغرفة 4 - تمثال ضخم لأمنحتب الثالث، ج. 1370 قبل الميلاد
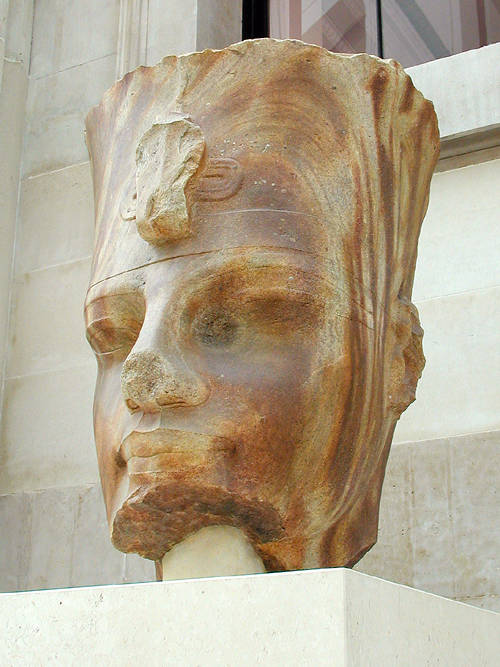
المحكمة الكبرى - تمثال ضخم من الكوارتز من أمنحتب الثالث، ج. 1350 قبل الميلاد.
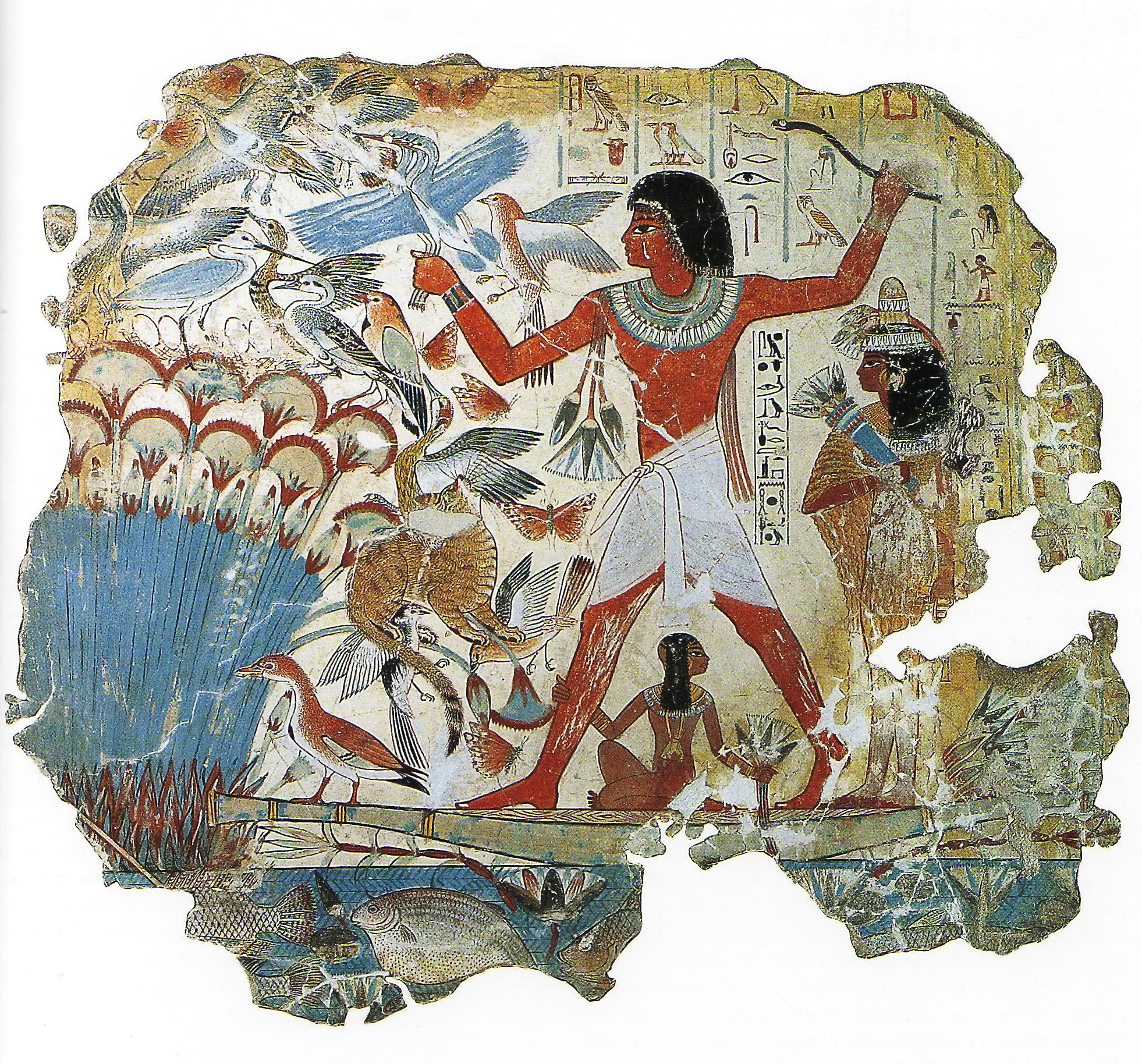
الغرفة 61 - الجدارية الكاذبة الشهيرة "بركة في حديقة" من مقبرة نب آمون، ج. 1350 قبل الميلاد.
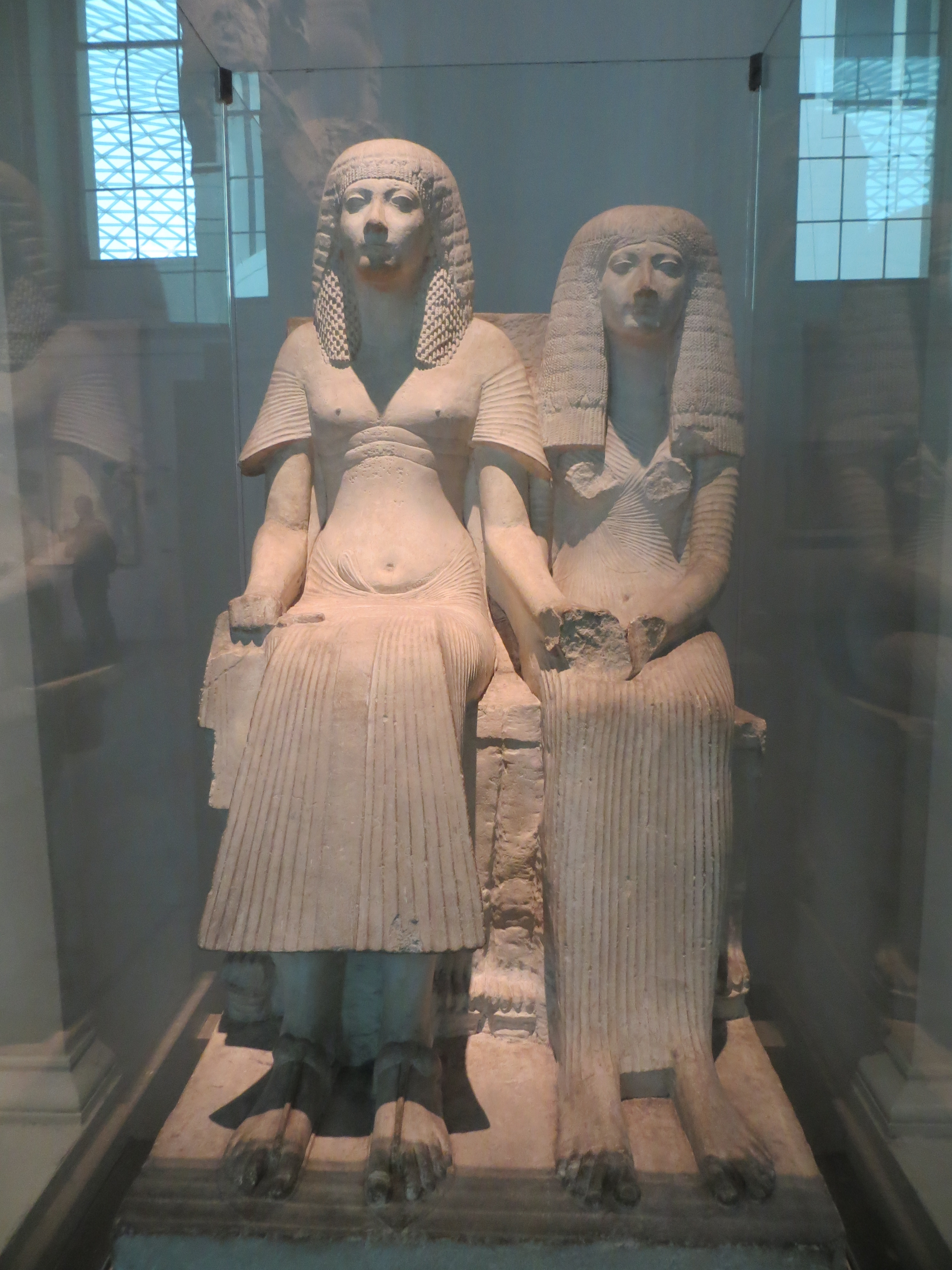
الغرفة 4 - تمثال من الحجر الجيري لزوج وزوجة، 1300-1250 قبل الميلاد.
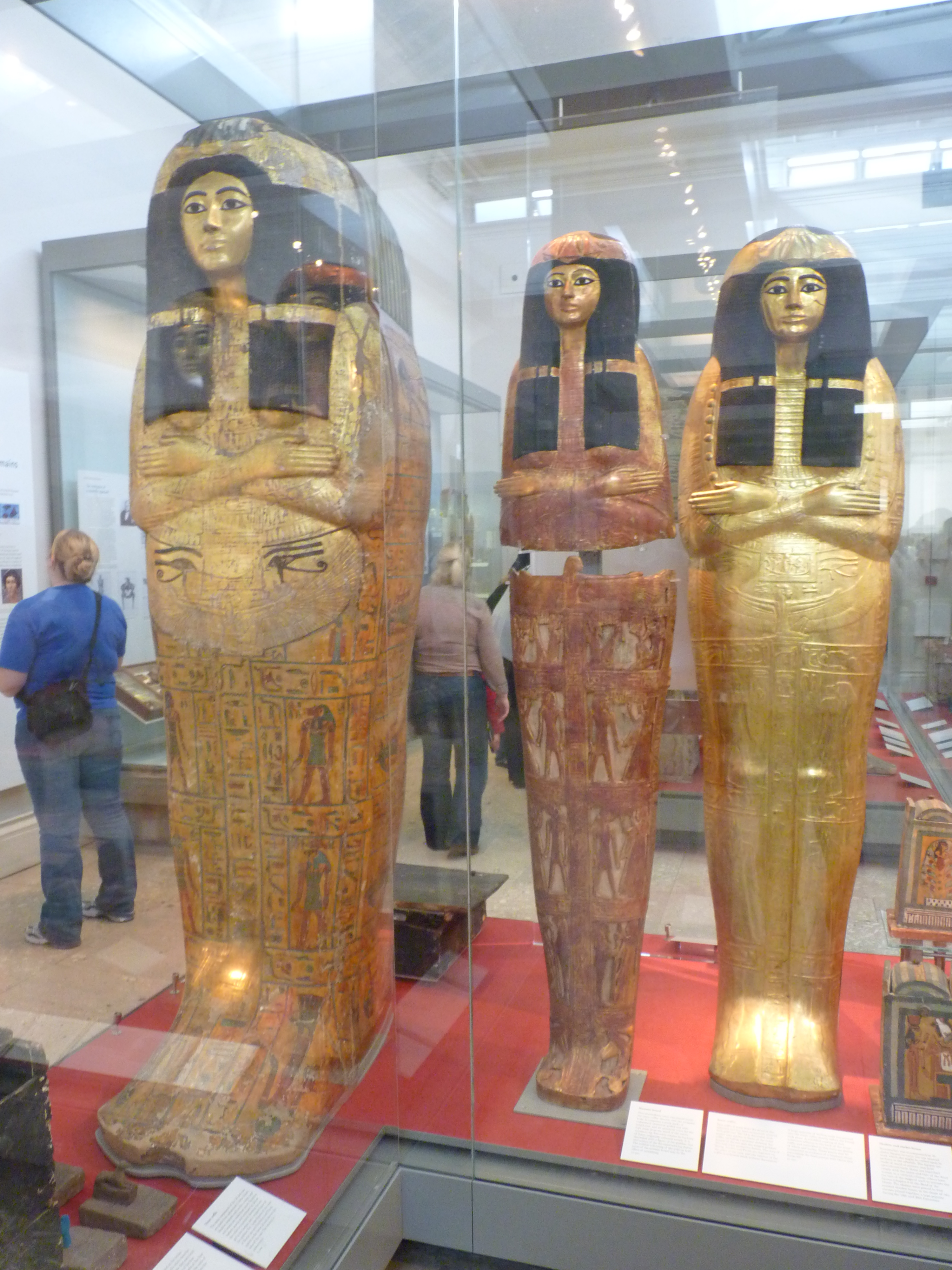
الغرفة 63 - توابيت خارجية مطلية بالذهب من مقبرة هنوتميت، طيبة، مصر، الأسرة المصرية التاسعة عشر، 1250 قبل الميلاد.
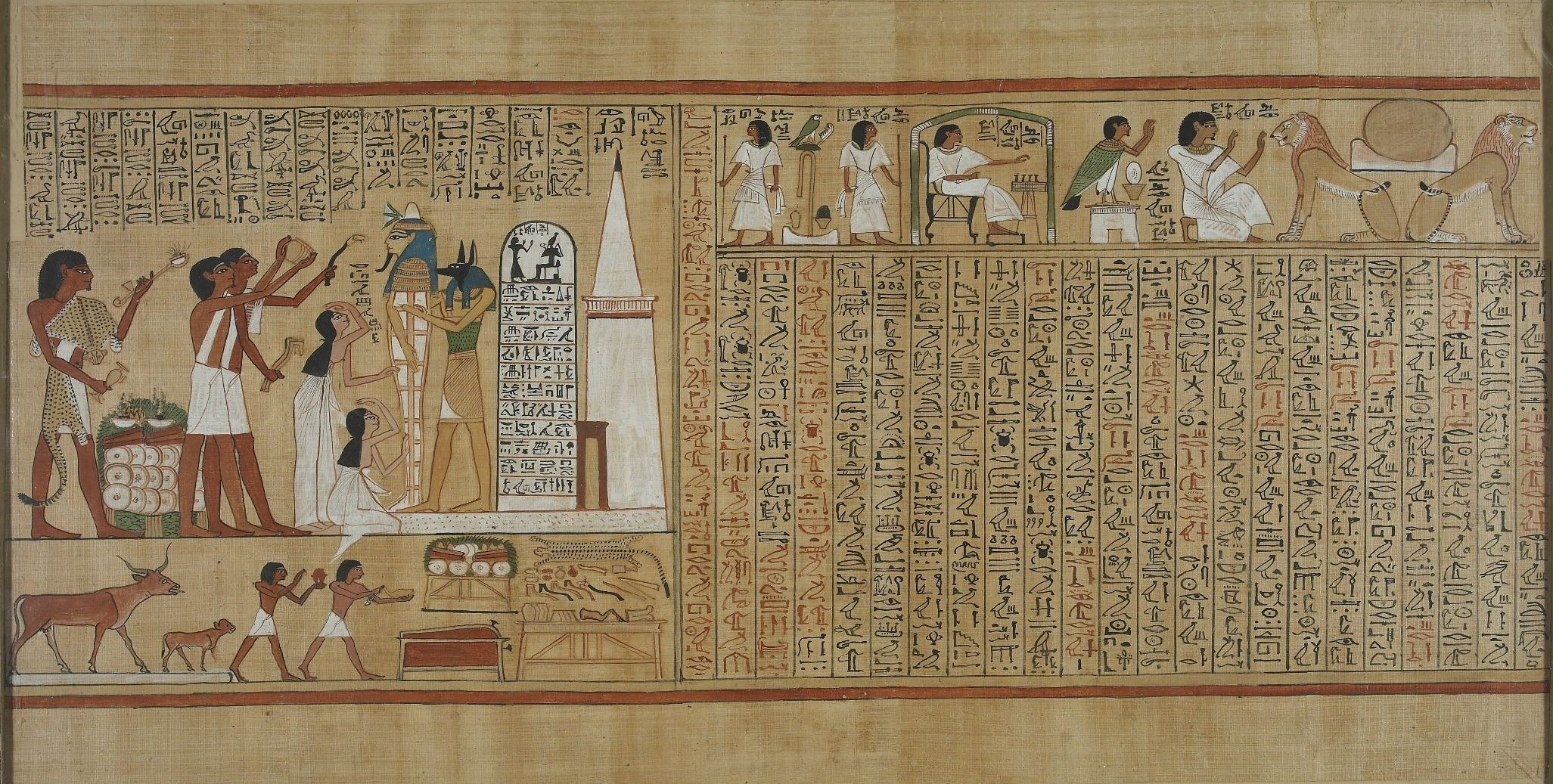
كتاب الميت من حونفر، ورقة 5، الأسرة التاسعة عشرة، 1250 قبل الميلاد.
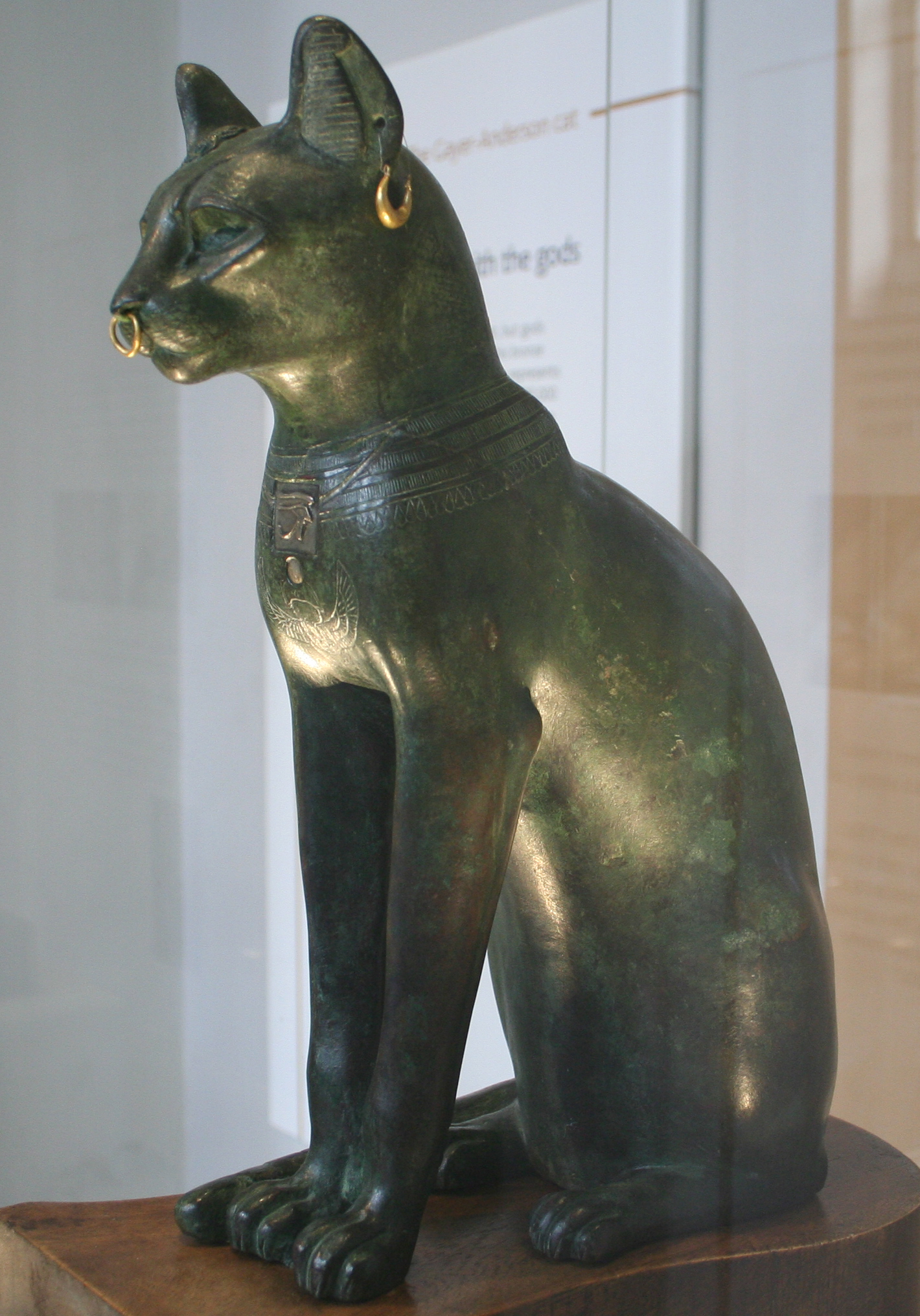
القاعة 4 - تمثال برونزي مصري قديم لقط من العصر المتأخر حوالي 664-332 قبل الميلاد.
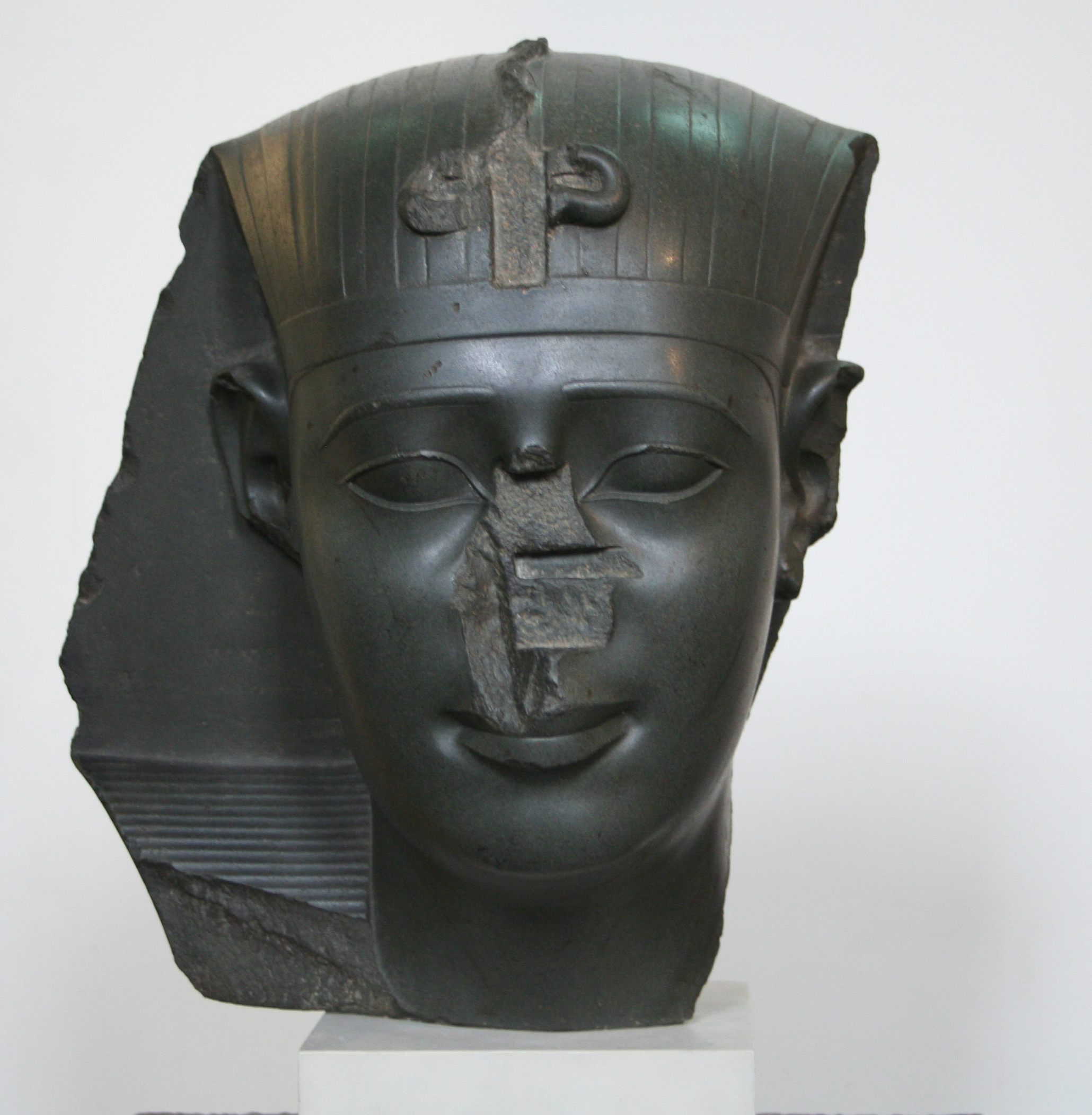
الغرفة 4 - رأس الحجر الطيني الأخضر لفرعون، الأسرة السادسة والعشرون، 600-340 قبل الميلاد.
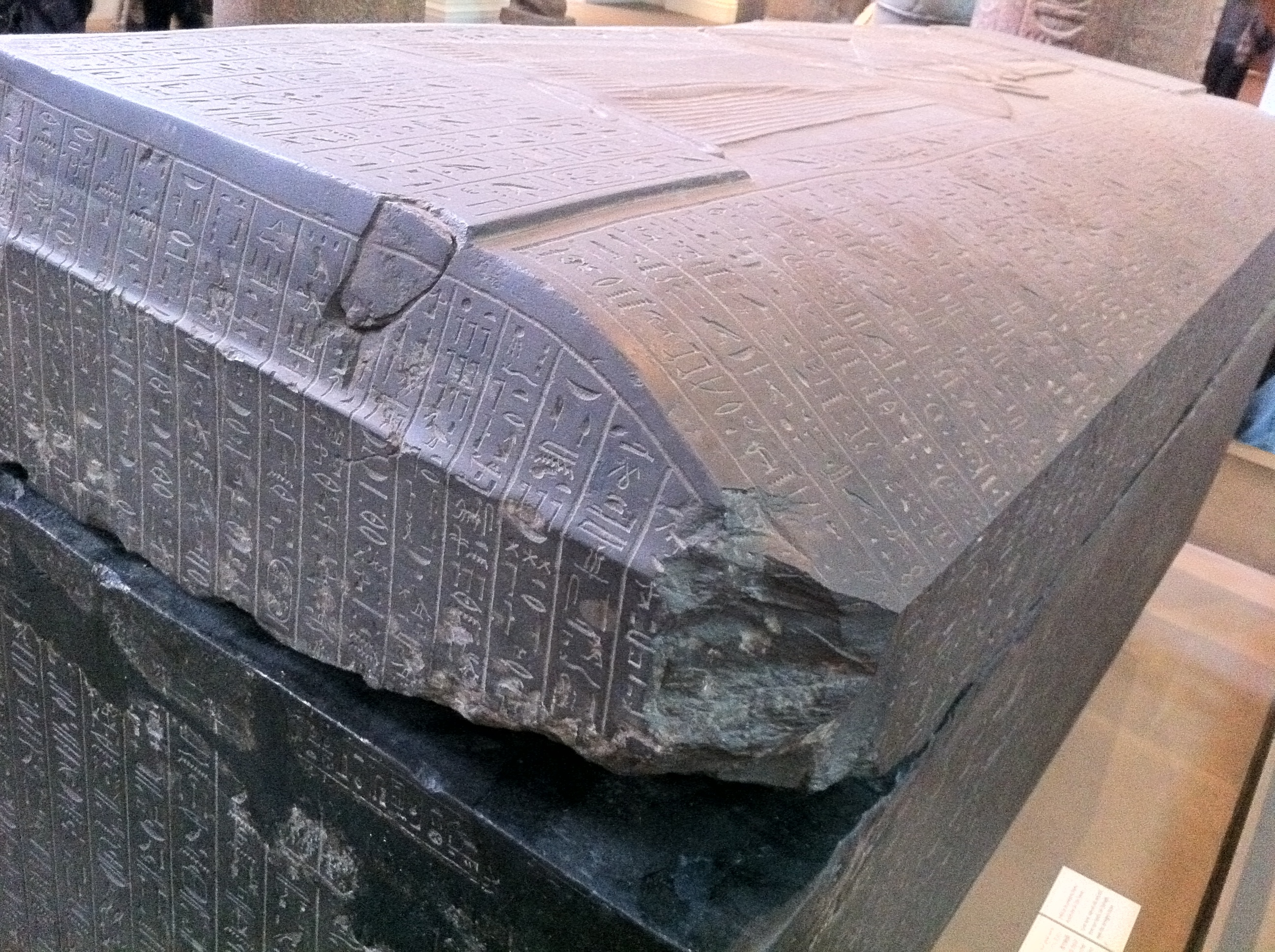
الغرفة 4 - تابوت عنخنس نفر إب رع، الأسرة السادسة والعشرون، حوالي 530 قبل الميلاد.
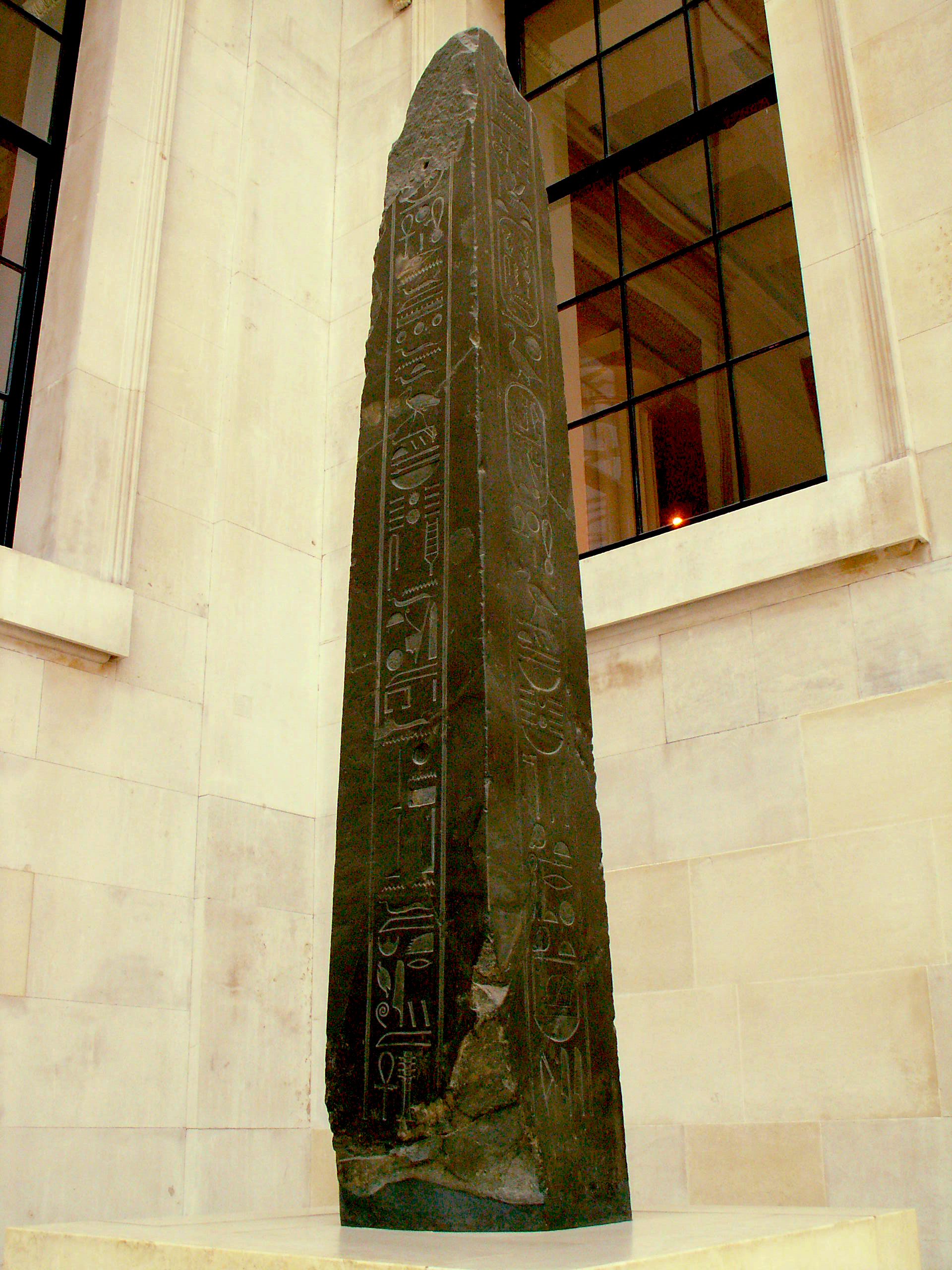
المحكمة الكبرى - مسلة من الحجر الأسود للملك نختنبو الثاني ملك مصر، الأسرة الثلاثون، حوالي 350 قبل الميلاد.
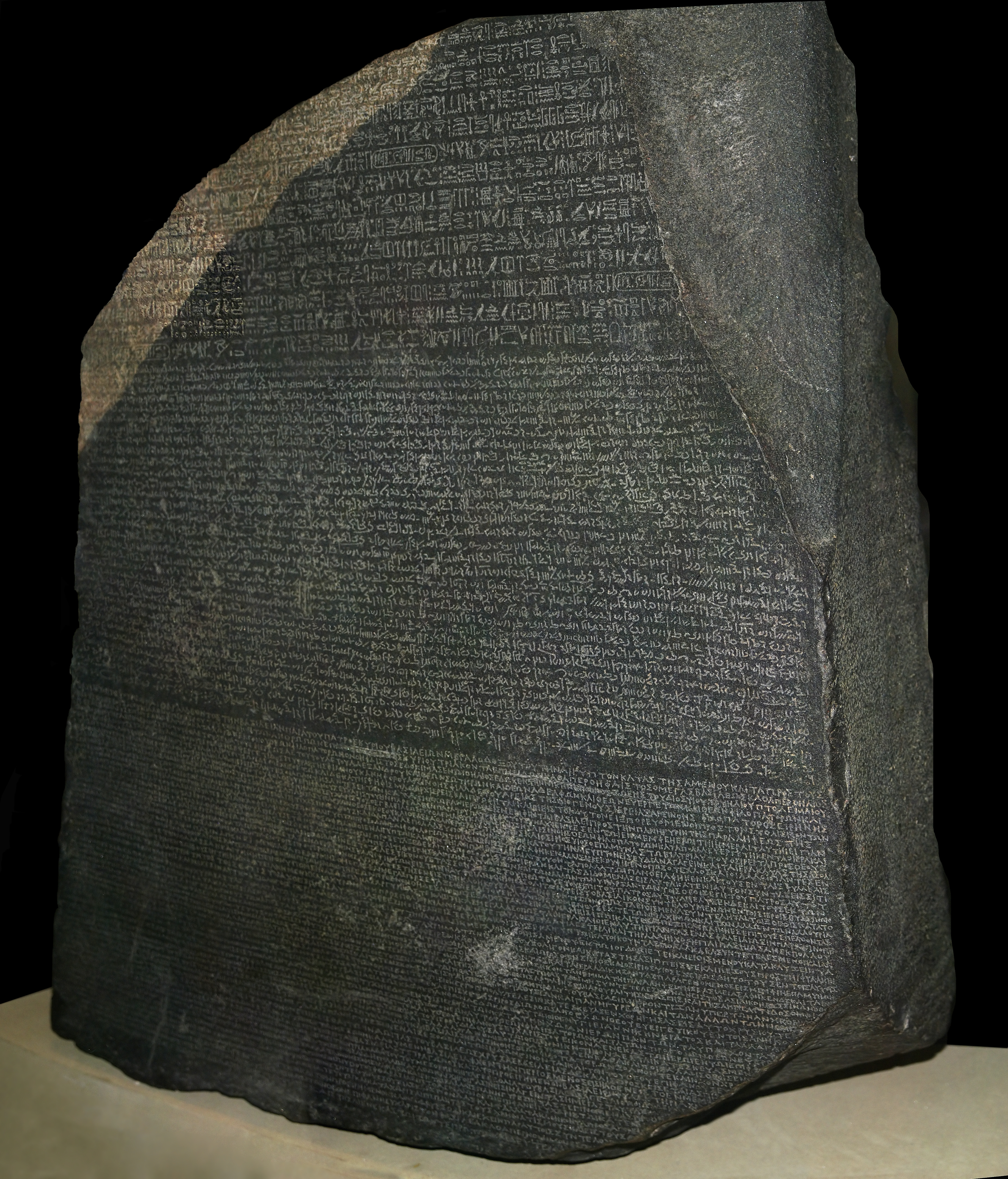
الغرفة 4 - حجر رشيد، مفتاح فك رموز الهيروغليفية المصرية، 196 قبل الميلاد.
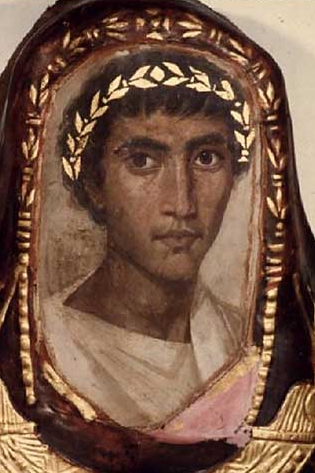
الغرفة 62 - تفاصيل من حالة مومياء أرتميدور الأصغر اليوناني الذي استقر في الأقصر، مصر، خلال العصر الروماني، 100-200 م